# Derrick Chandler
Derrick Chandler, né le 31 août 1970 à Washington D.C. est un joueur américain de basket-ball. Il évolue au poste de pivot.